# Séverin d'Agaune
Pour les articles homonymes, voir Saint Séverin.
Séverin d'Agaune (ou saint Séverin, saint Servin, saint Sevrin, Sanctus Severinus), né vers 430 et mort 11 février 507, à Château-Landon en France, est un abbé d’Agaune à Saint-Maurice en Valais (Suisse).
Latin, Severinus, Severus = grave, sérieux, austère, et suffixe diminutif inus. Servin s’explique par métathèse.

## Biographie
Le chanoine Léon Dupont Lachenal (1900-1990), historien, le mentionne comme pouvant avoir été abbé des clercs de la basilique d'Agaune. Il est appelé en 507 d'Agaune à Paris.
Le roi Clovis, souffrant de la fièvre le fait venir auprès de lui. Séverin prie devant le roi, il « étend son manteau sur le malade, et la fièvre tombe ». En remerciement, le roi accorde au moine la libération d'un grand nombre de prisonniers de Paris,.
Séverin retourne alors à son abbaye, mais il meurt sur la route du retour, le 11 février 507, à Château-Landon. Suivant les sources, sa date de décès fluctue, on trouve les années : 506 (Langalerie, 1859) ; 508, sur le site nominis.cef.fr ; ou encore 511 (Dupont Lachenal, 1932).

## Culte

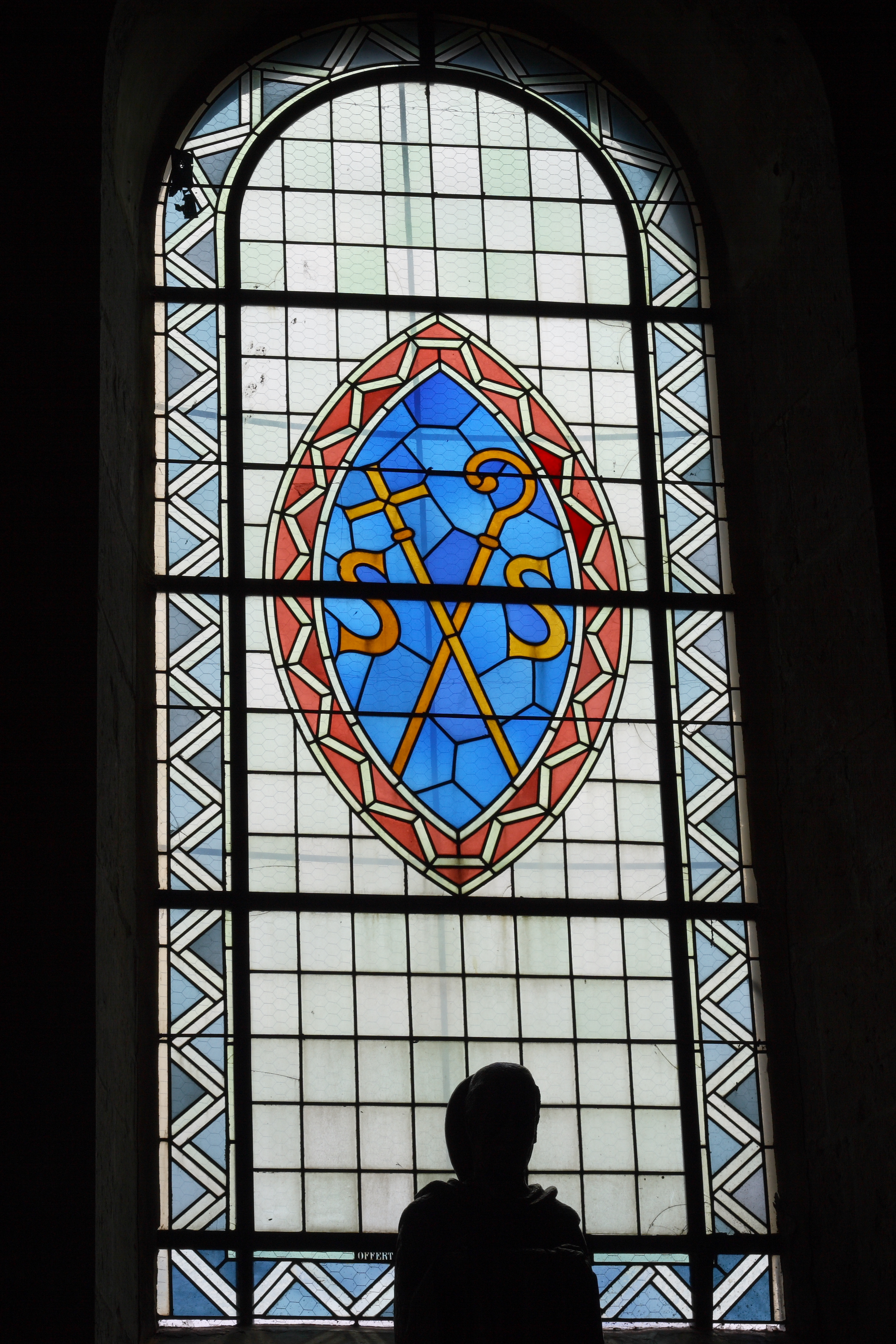
Vitrail aux initiales de St. Séverin, dans l'église Notre-Dame de l'Assomption à Château-Landon.

Clovis, au moment de sa mort, ordonne à son fils Childebert de bâtir une église à Château-Landon sur le lieu de sa sépulture,. Cet établissement donne naissance au monastère saint-Séverin de Château-Landon.
Au VIIe siècle Éloi de Noyon fait placer sa dépouille dans une chasse.
Il est inscrit 11-II au Martyrologe romain. L'Église catholique célèbre saint Séverin, au niveau local, le 11 février.